# Сайн-Витгенштейн-Берлебург, Натали
На́тали Ксения Маргарета Бенедикте, принцесса цу Сайн-Витгенштейн-Берлебург (нем. Nathalie Xenia Margareta Benedikte Prinzessin zu Sayn-Wittgenstein-Berleburg; род. 2 мая 1975, Копенгаген) — датская спортсменка, занимающаяся конным спортом, бронзовый призёр Олимпийских игр 2008 года в командной выездке. Дочь принцессы Бенедикты и принца Рихарда Сайн-Витгенштейн-Берлебургского.

## Биография

### Ранние годы
Родилась 2 мая 1975 года в Копенгагене. Она стала третьим ребёнком и второй дочерью в семье принца Рихарда Сайн-Витгенштейн-Берлебургского и его жены Бенедикты Датской. Имеет старшую сестру Александру и брата Густава. Выросла в Берлебургском замке в Германии, где жила ее семья.

### Конный спорт
Еще в раннем возрасте девочке была привита любовь к лошадям и верховой езде. После окончания школы, в 1994 году, она начала занятия с финкой Кирой Чюрклунд, вице-чемпионкой мира 1990 года. Её успехи начались с выступления в составе датской команды на чемпионате Европы для молодых всадников, где она завоевала бронзовую награду. Впоследствии начала заниматься с немецким тренером Клаусом Балькенхолем, являющимся двукратным олимпийским чемпионом.
19 мая 1998 года приняла датское гражданство. Однако, претендовать на датский престол она не имеет права из-за того, что её школьные годы прошли за пределами этой страны.
В 2000 году Наталья вошла в состав олимпийской сборной Дании. Принимала участие в чемпионате Европы 2001 года, где завоевала бронзу, и чемпионате мира 2002 года, где стала четвертой в составе команды. Осенью 2005 года открыла собственный конный завод в Бад-Берлебурге.
На летних Олимпийских играх 2008 года в составе команды завоевала бронзовую награду в дисциплине командная выездка. Участвовала в Летних Олимпийских играх 2012 года в Лондоне, где стала 12-й в личном зачете и 4-й в составе команды.

### Брак и дети
В 2008 году стало известно, что Наталья встречается с конезаводчиком Александром Йогансманном, сыном Генриха Вильгельма Йоганнсманна, призера чемпионата мира 1979 года по конкуру. 4 января 2010 года было объявлено о помолвке принцессы и Александра Йоганнсманна. Гражданская церемония заключения брака состоялась 27 мая 2010 года. Невесте в то время было 35 лет, жениху 33 года. Через два месяца после свадьбы у супругов родился сын — Константин Густав Генрих Ричард.
Венчание пары прошло 18 июня 2011 года в Бад-Берлебурге. В январе 2015 года у пары родилась дочь — Луиза.